# Verdens Mindste Teater
Verdens Mindste Teater er et teater der primært spiller forestillinger på SALONEN - beliggende på Østerbrogade 222 i København. Teatret spiller udelukkende moderne dramatik, og har som formålsparagraf at gøre moderne dramatik tilgængelig og nærværende.
Verdens Mindste Teater ledes af instruktør og skuespiller Ulla Koppel, der etablerede teatret i 2008. Fra 2008-2016 holdt teatret til i Albrectsens Galleri, Kronprinsessegade 3, København K, i en pavillon på kun 16m2, deraf navnet Verdens Mindste Teater.
I 2016 flyttede Albrectsens Galleri – og dermed også Verdens Mindste Teater – til Østerbro, hvor ejer og billedkunstner Annemette Albrectsen, som også er producent på teatret, etablerede SALONEN, hvor Verdens Mindste Teater nu fik en scene med 40 tilskuerpladser.
|Verdens Mindste Teaters forestilling "Jeg gik efter tronen - ikke sengen" med Bozenna Partyka, der i august 2016 fik 1. prisen for “bedste kvindelige hovedrolle” af internet magasinet CPHCULTURE, for rollen som Katarina den Store.
 Der er for få eller ingen kildehenvisninger i denne artikel, hvilket er et problem. Du kan hjælpe ved at angive troværdige kilder til de påstande, som fremføres i artiklen.

|  | Denne artikel kan blive bedre, hvis der indsættes geografiske koordinater Denne artikel omhandler et emne, som har en geografisk lokation. Du kan hjælpe ved at indsætte koordinater i wikidata. |